# Данильченко, Константин Владимирович
Константин Владимирович Данильченко (род. 8 июля 1984) — российский самбист и дзюдоист, призёр чемпионатов России и Европы по самбо, чемпион мира среди студентов по самбо, мастер спорта России. Выступал в весовой категории до 62 кг. Его тренерами были Ашот Маркарьян и Рудольф Бабоян. В 2007 году завоевал серебро чемпионата страны по самбо и получил право представлять страну на чемпионате Европы, где стал бронзовым призёром.

## Спортивные результаты
- Игры народов Северного Кавказа 2005 года (дзюдо) — [1];
- Этап Кубка мира по самбо, международный турнир 2006 года на призы генерала Асламбека Аслаханова — [2];
- Чемпионат России по самбо 2006 года — ;
- Чемпионат России по самбо 2007 года — ;